# Vincent Monteil (orientaliste)
Pour les articles homonymes, voir Vincent Monteil et Monteil.
Vincent-Mansour Monteil, né le 27 mai 1913 à Bellac et mort le 27 février 2005, à Paris, est un orientaliste français.

## Biographie
Il est le fils de Charles Monteil (1871-1949), receveur général des finances, qui lui transmet son « amour de l'Afrique ».
À sa sortie de Saint-Cyr, en 1935, Vincent Monteil opte pour le service des Affaires indigènes au Maroc. Cet officier méhariste quitte le Maroc en 1940, est emprisonné quelque temps à Riom, rejoint les Français libres à Londres en juillet 1940 avant de regagner l'Afrique du Nord pour participer à la campagne de Tunisie avec les goums marocains puis, avec le 22e bataillon de marche nord-africain de la 1re DFL, il participe à la campagne de France. Gravement blessé en septembre 1944, il regagne le Maroc au terme d'une longue convalescence.
En 1948, il est nommé observateur militaire en Palestine, puis attaché militaire à l'ambassade de France en Iran (1950-52). Il rejoint ensuite le bataillon français en Corée (1953), avant de recevoir une affectation au Viêt Nam (1953-54), puis en Tunisie (1954) où il participe à la rédaction des accords d'indépendance.
Il met un terme à sa carrière militaire pour se consacrer à ses recherches sur le monde arabo-musulman. En 1959, il consacre une thèse de doctorat à l'arabe moderne accompagnée comme c'était l'usage jusqu'en 1969 d'une thèse secondaire sur les tribus de la province du Fars en Iran. De 1959 à 1968, il travaille à l'IFAN (Institut français d'Afrique noire), avant d'être nommé conseiller culturel en Indonésie (1969), puis occuper différents postes ou séjourner en Birmanie, Albanie, Japon, et finalement en Irlande.
Linguiste, ethnologue, humaniste, Vincent Monteil se situait dans la lignée des plus grands orientalistes français[réf. nécessaire], tel Louis Massignon, auquel le liait une profonde amitié depuis 1938.

### Prises de position
En février 1955 il est chargé par le gouverneur général d'Algérie Jacques Soustelle de nouer des relations avec les musulmans indépendantistes. D'abord chrétien progressiste il se convertit à l'islam en 1977, à l'âge de soixante-quatre ans, à Nouakchott, prenant le nom de Mansour qu'il adjoint à son prénom Vincent. 
Il s'est signalé par des prises de position marquées, par exemple en faveur de la cause palestinienne, de Robert Faurisson ou de la révolution islamique en Iran. Vincent Monteil est cité par Carol Iancu, directeur de l’École des hautes études du judaïsme, dans son ouvrage sur les mythes fondateurs de l'antisémitisme  pour son pamphlet antisioniste dans Dossier secret sur Israël, où l'auteur consacre un chapitre à la justification du slogan « Le sionisme est une forme de racisme ». Il a écrit dans la Revue d'histoire révisionniste.

## Publications
Parmi les nombreux livres de Vincent Monteil, généralement publiés sous le nom de « Vincent Monteil », sans le second prénom (sauf indication contraire) :
- Essai sur l'islam en URSS, Paris, Geuthner, 1953, 144 p. (extrait de la Revue des études islamiques).
- Les Officiers, Paris, Le Seuil, 1958, 192 p..
- L'Arabe moderne, Paris, Klincksieck, 1960, 389 p..
- Anthologie bilingue de la littérature arabe contemporaine, Imprimerie catholique, Beyrouth, 1961, XLIII-267 p., (BNF 37432409).
- L'Islam, éditions Bloud & Gay, coll. « Religions du monde », Paris, 1963, 131 p., (BNF 37442348).
- Les Arabes, Paris, Presses universitaires de France, coll. « Que sais-je ? », 1964.
- Les Tribus du Fârs et la sédentarisation des nomades, Paris-La Haye, Mouton, 1966, 156 p..
- Indonésie, éditions Horizons de France, Paris, 1970, 288 p., (BNF 35240629).
- L'Islam noir, éditions du Seuil, coll. « Esprit », série « Frontière ouverte », Paris, 1971 (2e édition, revue, corrigée et augmentée), 418 p., (BNF 35182825).
- Iran, éditions du Seuil, coll. « Microcosme », série « Petite planète » no 13, Paris, 1972 (nouvelle édition), 192 p., (BNF 35181118).
- Indonésie, éditions du Seuil, coll. « Microcosme », série « Petite planète » no 44, Paris, 1972, 192 p., (BNF 35166827).
- Dossier secret sur Israël : le terrorisme, éditions Guy Authier, rayon « Politique », coll. « Vérités », Paris, 1978, 411 p. + 34 p. + 16 p. de planches illustrées, [pas d'ISBN], (BNF 34614122). — Inclut, en annexe, le texte « Une confrontation », par l'Association pour la paix (Tel-Aviv).
- L'Islam noir : une religion à la conquête de l'Afrique, éditions du Seuil, coll. « Esprit », Paris, 1980 (3e édition refondue), 468 p.,  (ISBN 2-02-005609-7), (BNF 36599158).
- Les Musulmans soviétiques, éditions du Seuil, Paris, 1982, 253 p. + 8 p. de planches illustrées,  (ISBN 2-02-006057-4), (BNF 36600900).
- Vincent-Mansour Monteil, Lawrence d'Arabie : le lévrier fatal, 1888-1935, éditions Hachette, Paris, 1987, 330 p. + 8 p. de planches illustrées,  (ISBN 2-01-011508-2), (BNF 34971147).
- Vincent Mansour Monteil, Louis Massignon : 1883-1962 : le linceul de feu, éditions Vegapress, Paris, 1987, 294 p.,  (ISBN 2-906480-01-0), (BNF 37663879).
- La Pensée arabe, éditions Seghers, coll. « Clefs », Paris, 1987 (3e édition, revue et corrigée), 208 p.,  (ISBN 2-232-10072-3), (BNF 34963357).

### Divers
- Louis Massignon, Parole donnée, (précédé d'entretiens avec Vincent-Mansour Monteil), Paris, Éditions du Seuil, 1983.
- Aux cinq couleurs de l'Islam, Paris, Maisonneuve et Larose, 1989, 312 p. (Recueil d'articles publiés entre 1963 et 1979).
- « Le prêt-à-penser au tribunal de l'Histoire » dans Jean-Gabriel Cohn-Bendit et al. Intolérable intolérance, Éditions de la Différence, 1981.
- Ḥāfeẓ (1325-1390),  L'amour, l'amant, l'aimé : cent ballades du "Divân", choisies, trad. du persan et présentées par Vincent-Mansour Monteil, Paris, Sindbad/UNESCO, 1989, 308 p.
- Bīrūnī, Muḥammad ibn Aḥmad Abū al-Rayḥān al- (973-1050), Le livre de l'Inde, extraits choisis, trad. de l'arabe, présentés et annotés par Vincent-Mansour Monteil, Arles, Sindbad-Actes Sud/UNESCO, 1996, 365 p.
- Ibn Khaldoun, ʿAbd al-Raḥmân ibn Muḥammad (1332-1406), Discours sur l'histoire universelle (Al-Muqaddima, ar. مقدّمة ), traduction nouvelle, préf. et notes par Vincent Monteil, publ. par la Commission libanaise pour la traduction des chefs-d'œuvre, 3e éd. rev., Arles, Actes Sud, 1997.
- Abū al-ʿAlāʾ al-Maʿarrī, Aḥmad ibn ʿAbd Allâh (973-1057), L'Épître du pardon (Risālat al-ġufrān) ; trad., introd. et notes par Vincent-Mansour Monteil ; préf. d'Étiemble. Paris, Gallimard, 1984, 318 p.

### Préfaces
- Cheikh Hamidou Kane, L'Aventure ambiguë, Paris, Gallimard 10/18, 1998, 191 p. (préf. de Vincent Monteil).
- Fadhma Aït Mansour Amrouche, (1882-1967), Histoire de ma vie, Paris : la Découverte, 2000, 219 p. (préf. de Vincent Monteil et de Kateb Yacine).